# Anathallis flammea
Anathallis flammea är en orkidéart som först beskrevs av João Barbosa Rodrigues, och fick sitt nu gällande namn av Fábio de Barros. Anathallis flammea ingår i släktet Anathallis och familjen orkidéer. Inga underarter finns listade i Catalogue of Life.